# Nationalpark Hortobágy

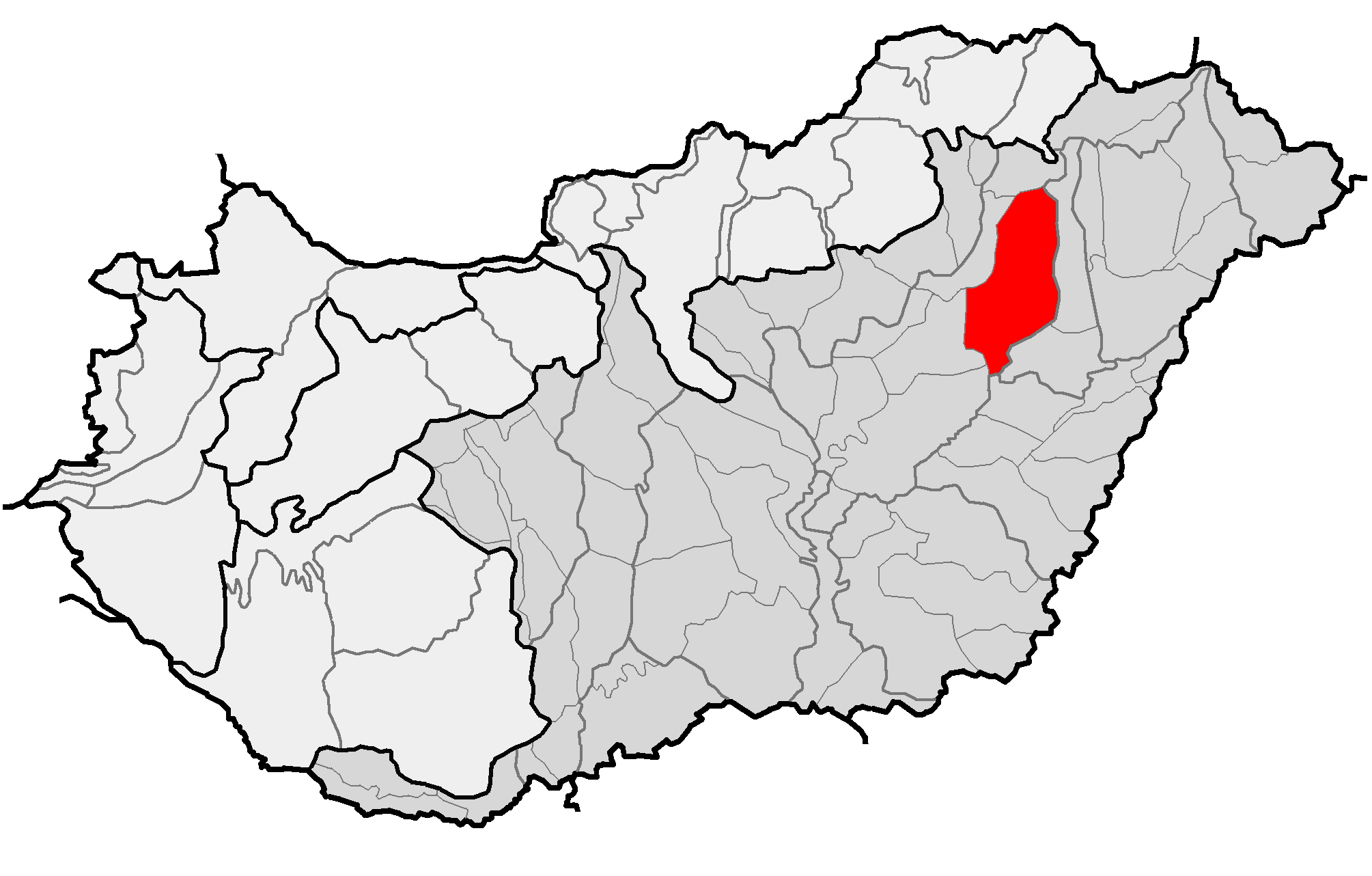
Lage von Hortobágy in Ungarn

Der Nationalpark Hortobágy (ungarisch Hortobágyi Nemzeti Park) ist Ungarns erster und größter zusammenhängender Nationalpark. Er wurde am 1. Januar 1973 auf einem Gebiet von 52.000 Hektar gegründet und ist kontinuierlich auf 82.000 ha erweitert worden. 1979 wurde der Kern mit 32.037 ha Ramsar-Gebiet (Feuchtgebiet internationaler Bedeutung, Nr. 189/3HU008).
In demselben Jahr wurde er auch als UNESCO-Biosphärenreservat anerkannt (52.000 ha, HUN02).
1999 wurde der Park in das Welterbe aufgenommen.
2011 wurde er als Lichtschutzgebiet von der International Dark Sky Association auch als International Dark Sky Park (IDSP, in Silber) anerkannt, und nennt sich seither auch Hortobágyi Csillagoségbolt-park (englisch Hortobágyi Starry-Sky Park). Damit war er das erste UNESCO-Welterbe, das auch Lichtschutzgebiet wurde.

## Lage und Landschaft
Die Puszta von Hortobágy ist das größte und bekannteste mitteleuropäische Steppengebiet.
Hier kommen 90 Prozent der einheimischen Vogelarten vor. Es sind seltene und streng geschützte Tierarten zu finden, wie beispielsweise Trappen, Rotfußfalken, Moorenten, verschiedene Reiherarten, Kormorane, Brachschwalben, Seeadler und im Herbst 2009 bis über 100.000 Kraniche. Ab 1997 wurden Przewalski-Pferde in den Nationalpark gebracht, die dort in seiner Kernzone im Gebiet Pentezug weiden, das mit 2.400 ha das größte europäische Semi-Reservat für die Tiere darstellt. Allein bis zum Jahr 2001 wurden fünf Hengste und 13 Stuten dieser Wildpferde in das Gebiet verlegt, wo sie sich zügig vermehrten.

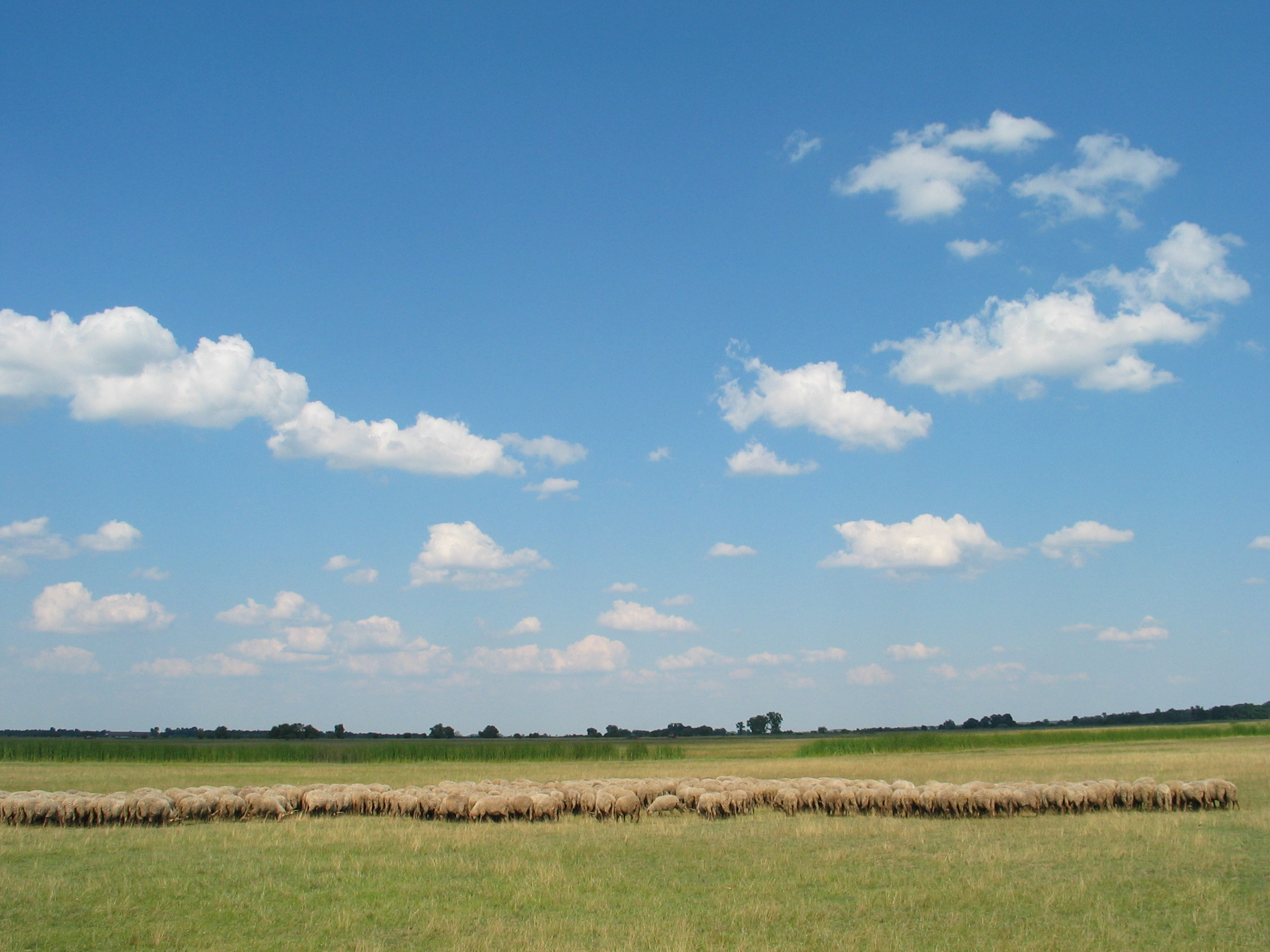
Schafherde
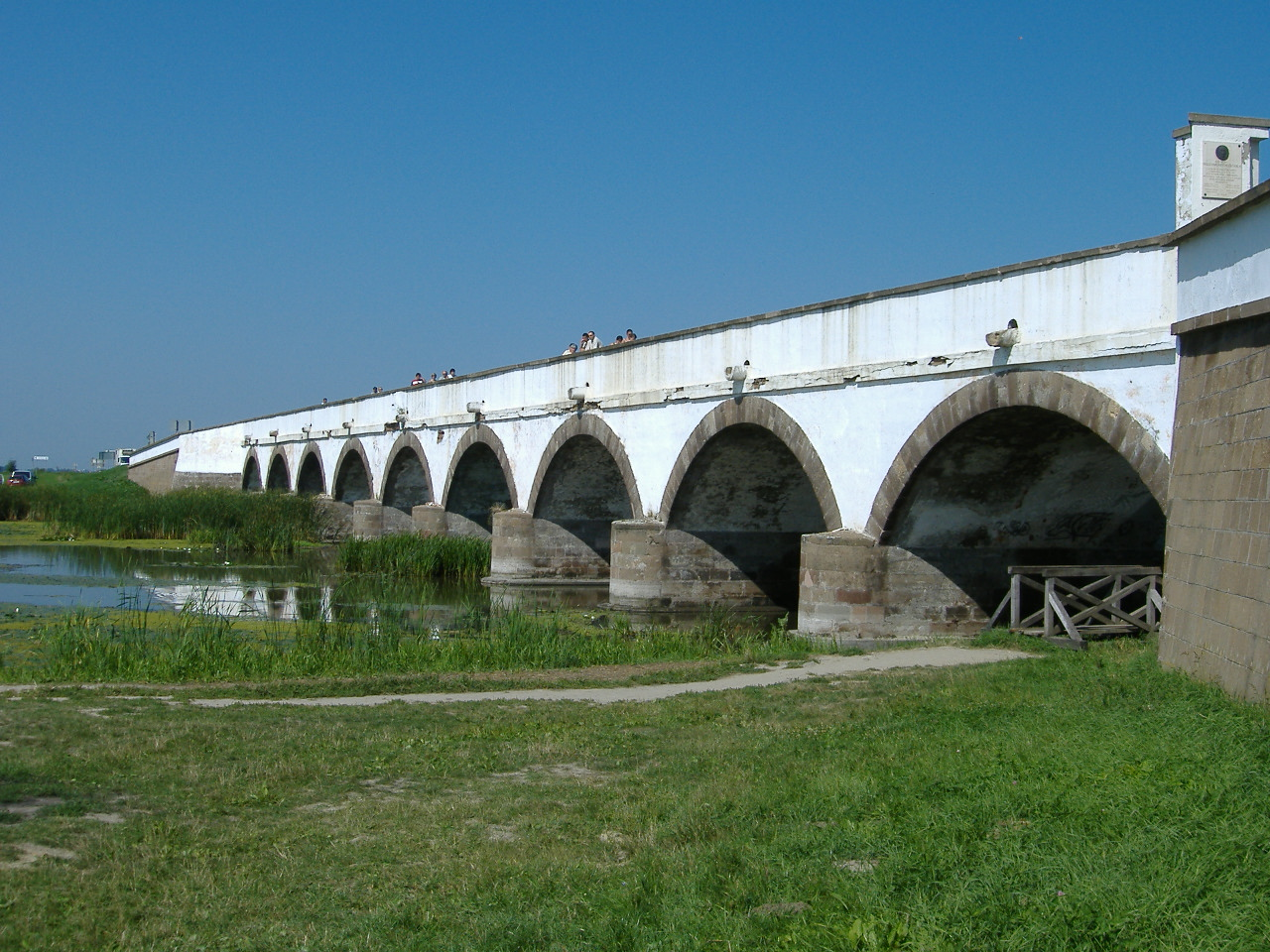
Die Neunbögige Brücke
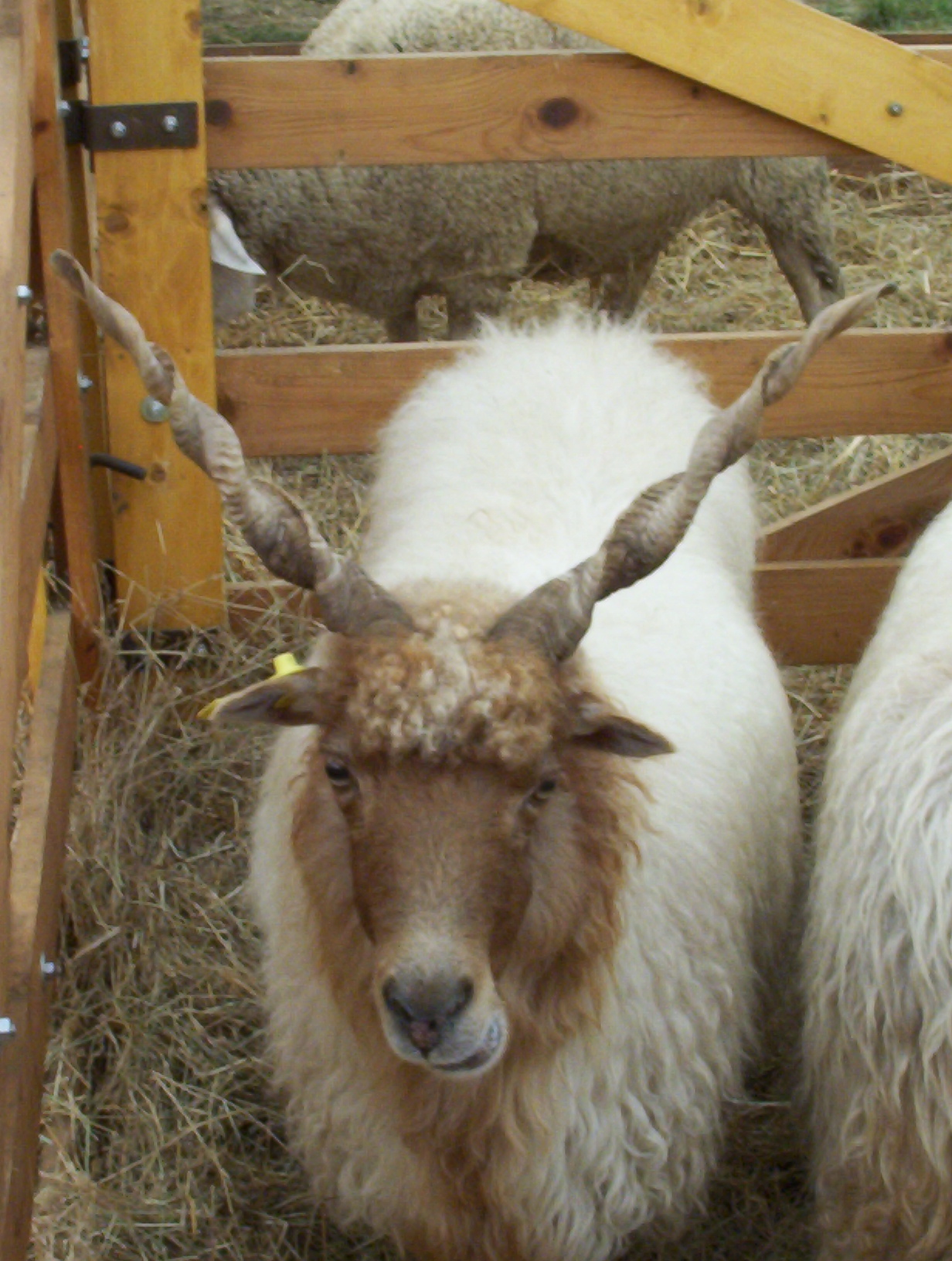
Zackelschaf
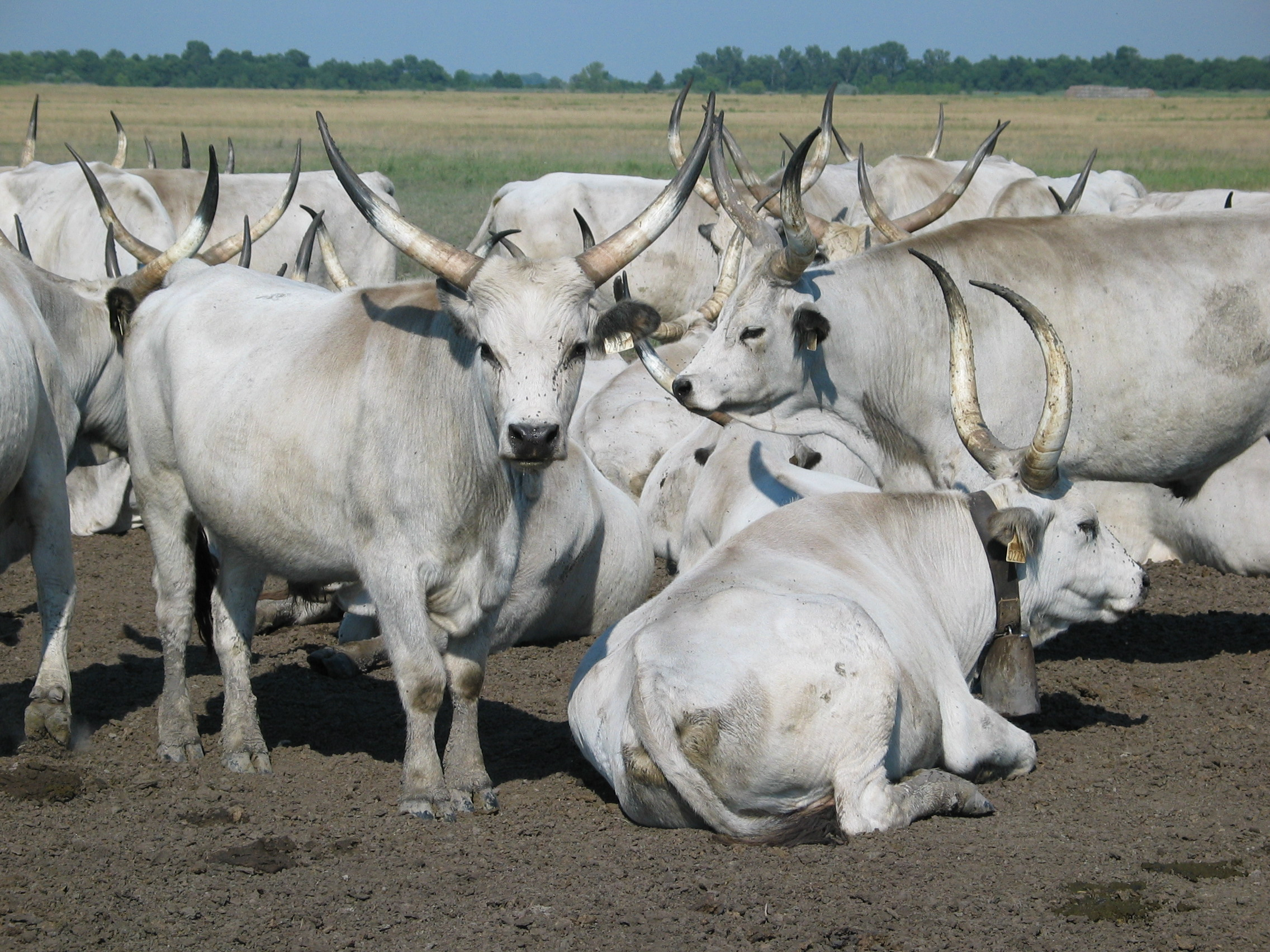
Ungarisches Steppenrind
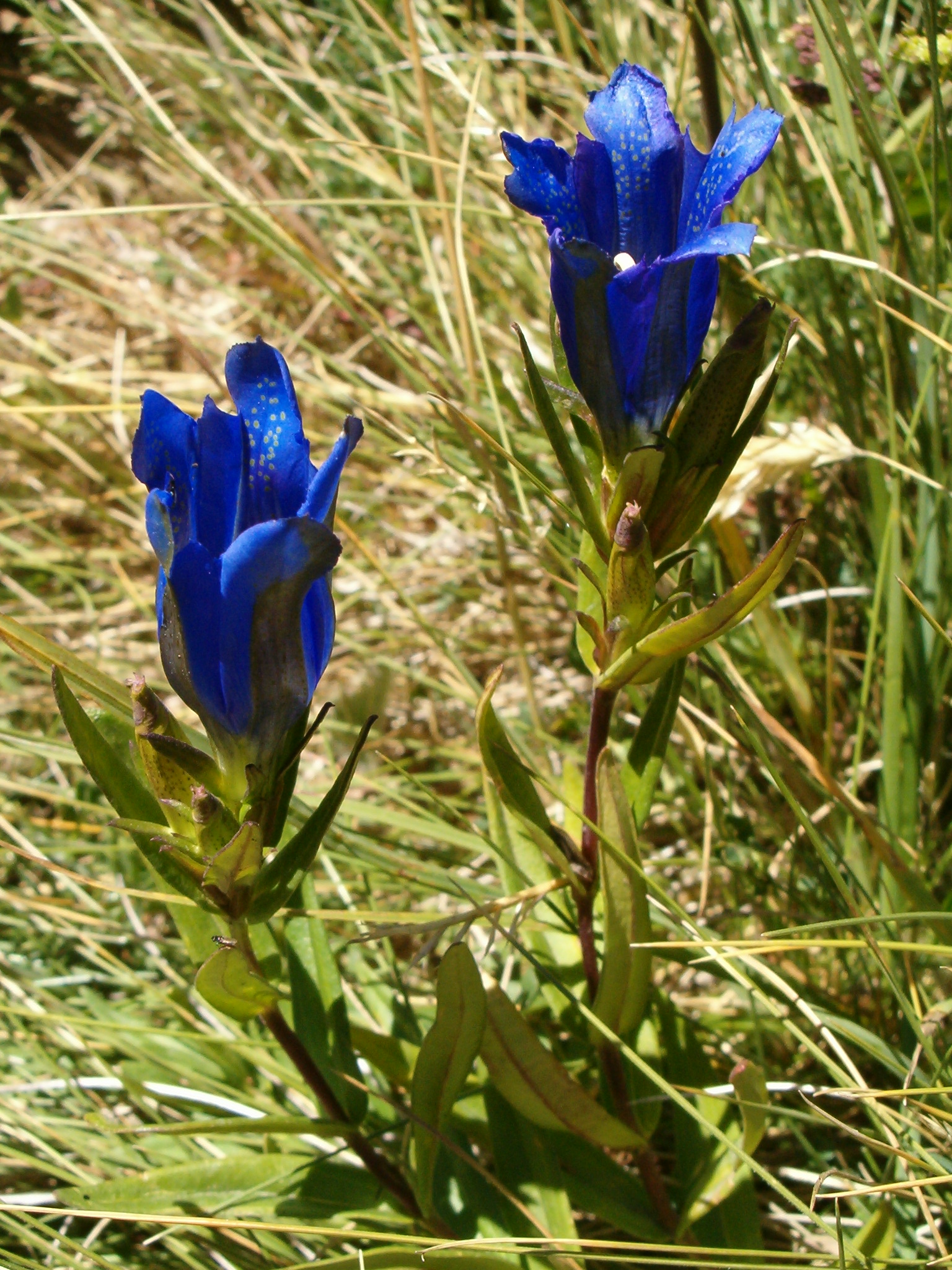
Lungen-Enzian
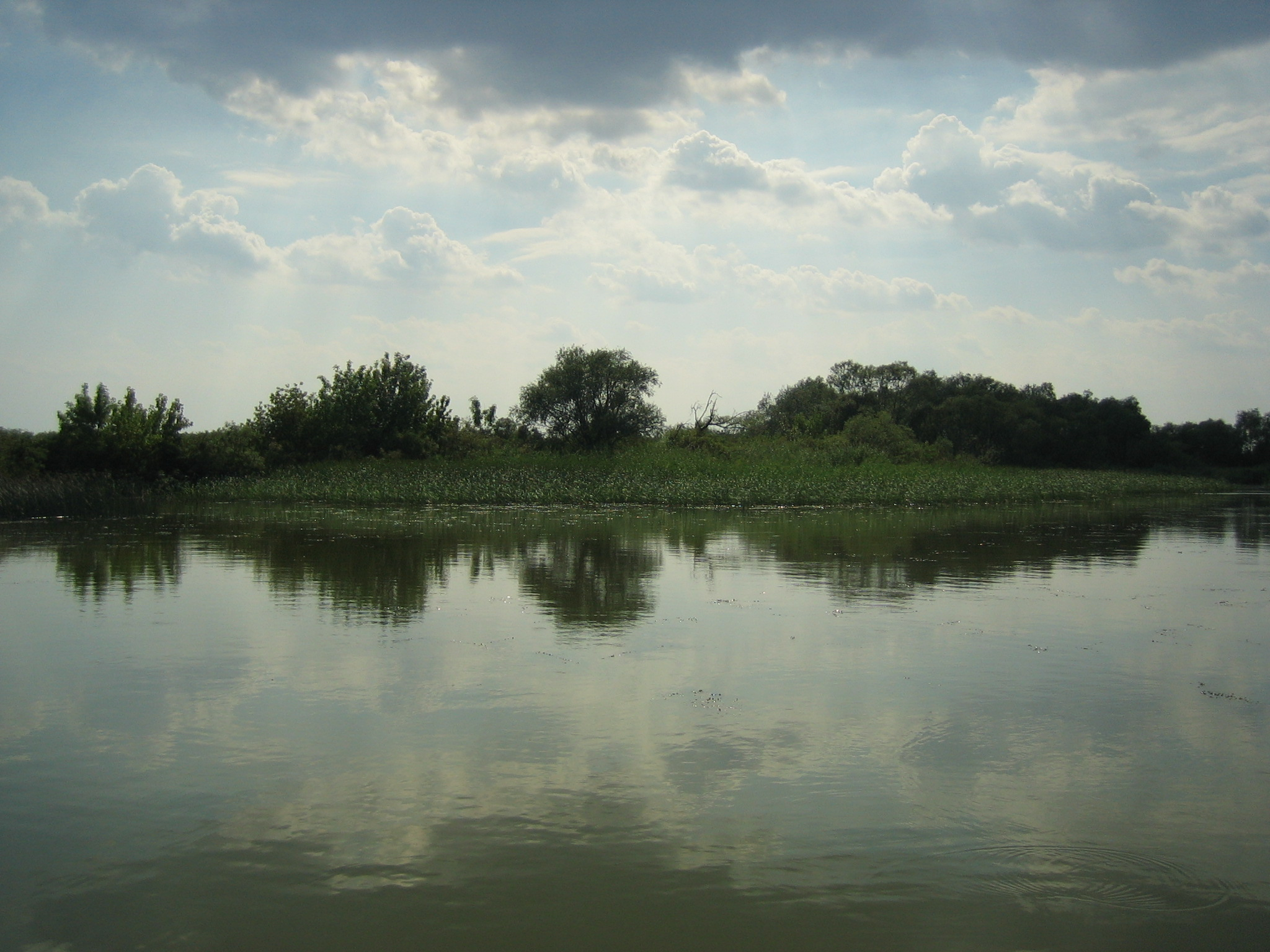
Der Tisza-See
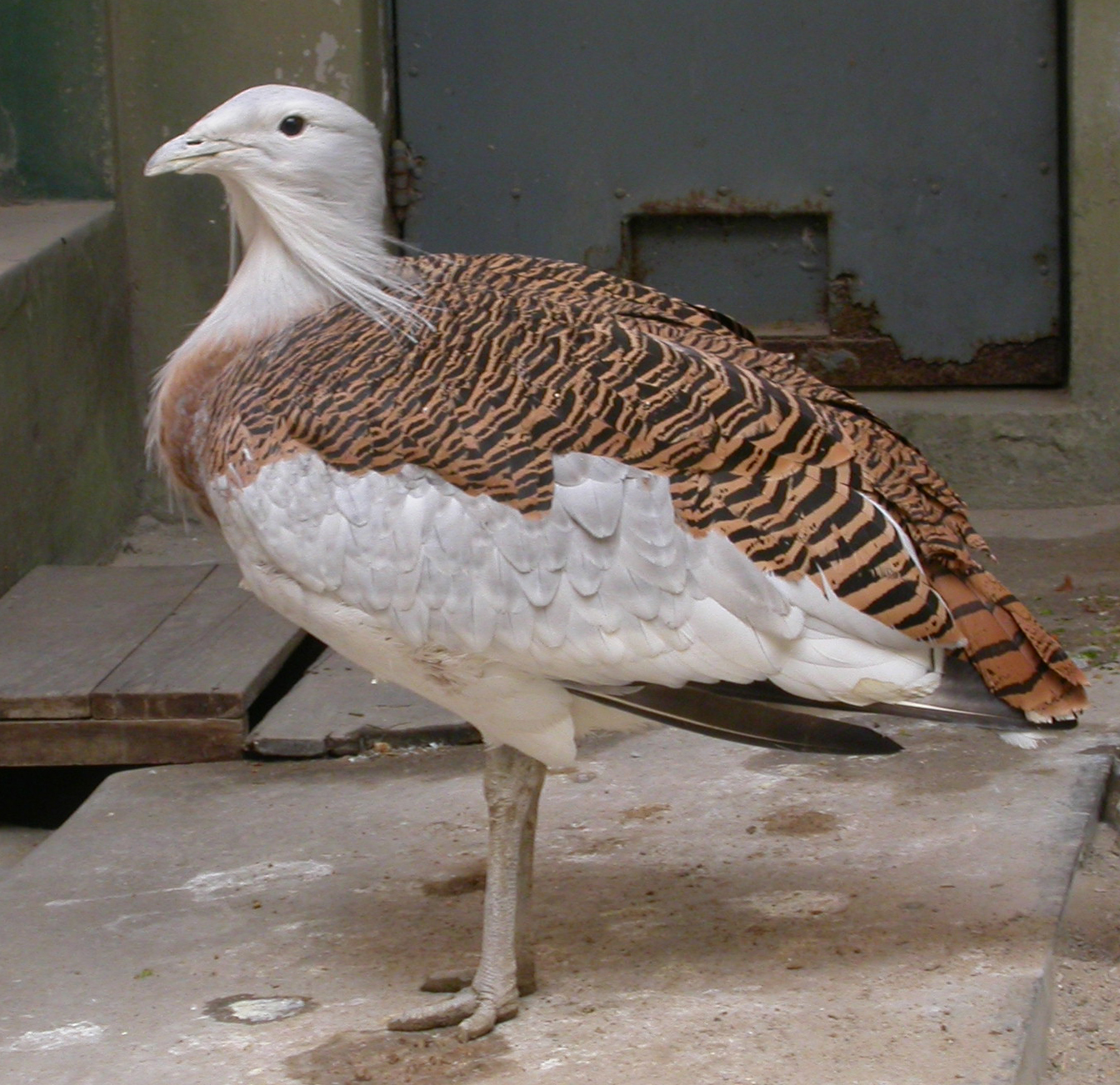
Großtrappe
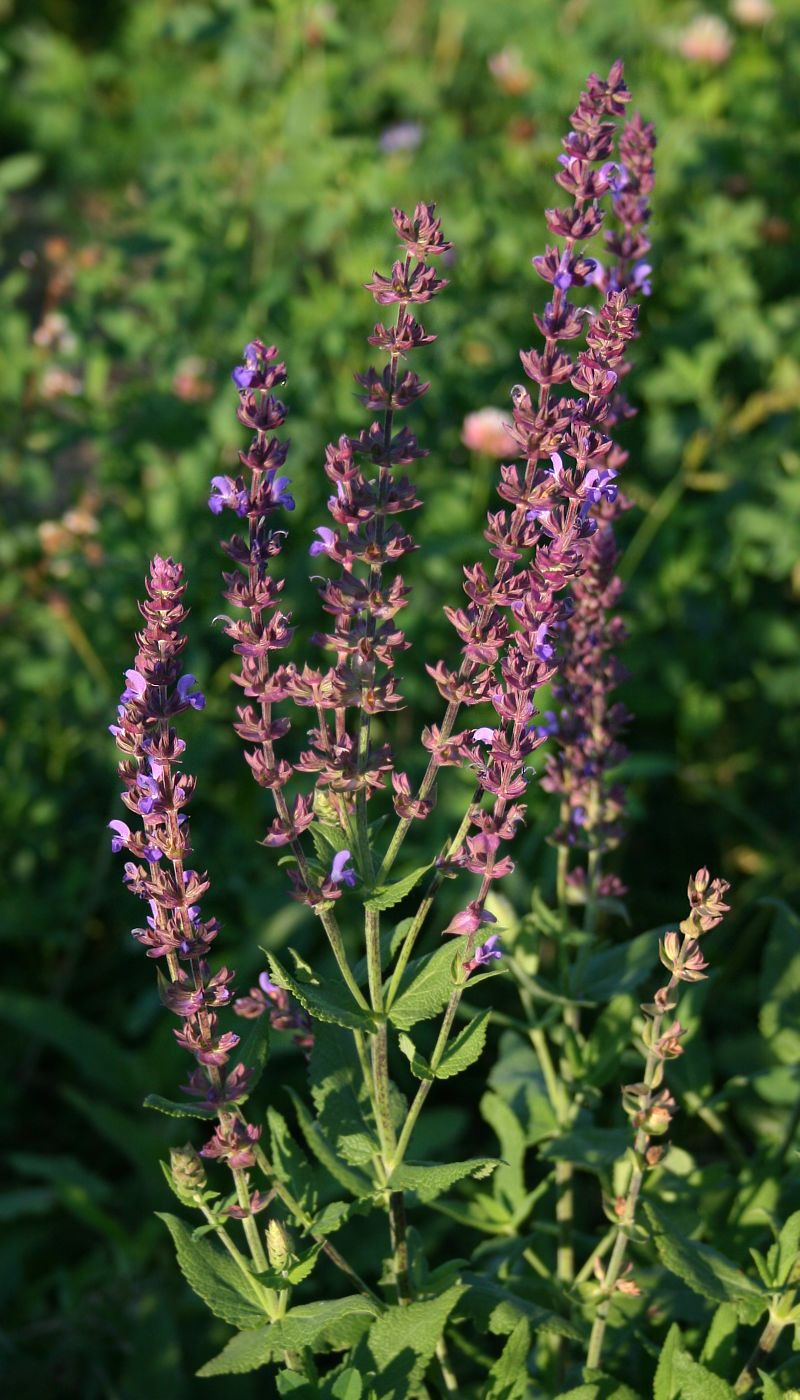
Salbei